# Orahovo (Republika Serbska)
Orahovo (cyr. Орахово) – wieś w Bośni i Hercegowinie, w Republice Serbskiej, w gminie Foča. W 2013 roku liczyła 326 mieszkańców.